# Ranko Krivokapić
Ranko Krivokapić, cyr. Ранко Кривокапић (ur. 17 sierpnia 1961 w Kotorze) – czarnogórski polityk i prawnik, od 2001 do 2019 przewodniczący Socjaldemokratycznej Partii Czarnogóry (SDP), w latach 2003–2016 przewodniczący Zgromadzenia Czarnogóry, w 2022 minister spraw zagranicznych.

## Życiorys
Z wykształcenia prawnik, ukończył studia na Uniwersytecie w Belgradzie. W działalność polityczną zaangażował się pod koniec lat 80., był członkiem władz reformatorskiego ugrupowania SRSJ, które powołał premier Jugosławii Ante Marković. Należał też do założycieli Socjaldemokratycznej Partii Czarnogóry, w 2001 został przewodniczącym tego ugrupowania.
Od 1989 wielokrotnie wybierany na deputowanego czarnogórskiego parlamentu. W latach 1993–1997 i 2003–2006 zasiadał w parlamencie federacji. W lipcu 2003 objął urząd przewodniczącego parlamentu Czarnogóry, utrzymując tę funkcję po kolejnych wyborach w 2006, 2009 i 2012. Jako lider socjaldemokratów był długoletnim koalicjantem rządzącej Demokratycznej Partii Socjalistów Czarnogóry Mila Đukanovicia. W styczniu 2016 kierowana przez niego SDP przyłączyła się jednak do opozycji, wspierając nieudane głosowanie nad wotum nieufności. W maju tegoż roku, po blisko 13 latach, Ranko Krivokapić odszedł z funkcji przewodniczącego parlamentu. W wyborach w 2016 utrzymał mandat deputowanego na kolejną kadencję.
W 2019 na czele partii zastąpiła go Draginja Vuksanović, został wówczas honorowym przewodniczącym ugrupowania. W kwietniu 2022 objął funkcję ministra spraw zagranicznych w rządzie Dritana Abazovicia. W październiku tegoż roku odwołany ze stanowiska na wniosek premiera.